# Волосатов, Евгений Михайлович
Евгений Михайлович Волосатов (1858—неизвестно) — русский артиллерист, генерал-лейтенант. Начальник Санкт-Петербургского трубочного завода.

## Биография
Родился 2 сентября 1858 года в Москве в семье отставного подполковника.
В службу вступил в 1875 году после окончания 2-й Московской военной гимназии. В 1878 году после окончания Михайловского артиллерийского училища по I разряду выпущен подпоручиком в 1-ю гренадерскую артиллерийскую бригаду в составе 1-й гренадерской дивизии. В 1878 году произведён в поручики. 
В 1884 году окончил Михайловской артиллерийской академии по I разряду и был произведён в штабс-капитаны. С 1886 года он был назначен помощником начальника мастерских, с 1887 года — заведующим механической лаборатории, с 1891 года — начальником чертёжной мастерской и с 1893 года — начальником мастерских Санкт-Петербургского арсенала. В 1892 года произведён в капитаны. В 1896 году был переведён в гвардию с переименованием в капитаны гвардии. В 1896 году Е. М. Волосатов был удостоен золотой медали Михайловской премии за рецензии на Конференции Михайловской артиллерийской академии. 
В 1901 году был назначен помощником (заместителем) начальника Брянского местного арсенала. В 1902 году был произведён в полковники гвардии. С 1906 по 1911 год — помощник начальника Санкт-Петербургского арсенала. В 1909 году "за отличие по службе" был произведён в генерал-майоры. В 1911 году был назначен начальником Петербургского трубочного завода. В 1916 году произведён в генерал-лейтенанты. 
С 1919 года находился в составе ВСЮР, состоя в резерве чинов при Штабе главнокомандующем Вооружённых сил Юга России генерала от инфантерии А. И. Деникина. В 1920 году Волосатов в составе штаба Деникина был эвакуирован из Новороссийска на корабле "Анатолий Молчанов".

## Награды
Был удостоен всеми орденами Российской империи вплоть до ордена
Святой Анны 1-й степени, пожалованного ему в 1915 году. 